# Communication visuelle
 (janvier 2014).
Si vous disposez d'ouvrages ou d'articles de référence ou si vous connaissez des sites web de qualité traitant du thème abordé ici, merci de compléter l'article en donnant les références utiles à sa vérifiabilité et en les liant à la section « Notes et références ».
La communication visuelle est une spécialité liée aux domaines de l'image, du design graphique, de l'audiovisuel et de la publicité.

## Description
Elle désigne l'ensemble des techniques d'information par l'image, l'illustration, le graphisme destinées au public. La communication visuelle est utilisée dans de très nombreux champs du marketing :
- création et design graphique ;
- identité visuelle, charte graphique, logotype ;
- supports publicitaires imprimés et online ;
- design et packaging produit.
- photographie et vidéo

La communication marketing et publicitaire purement visuelle connait un essor avec le développement du rôle des images et vidéos sur les réseaux sociaux, qu’ils soient généralistes ou spécialisés dans l’image.

## Professions
La communication visuelle a deux grandes familles de métiers : 
1. les métiers des industries graphiques
2. les métiers de la création visuelle.

Les professionnels des industries graphiques fabriquent tout type de documents (livres, affiches, catalogues, emballages, etc.) conçus par les professionnels de la création visuelle.
Les professionnels de la création visuelle sont présents dans des parcours très variés et très ouverts. Le nombre d'autodidactes diminue significativement, au profit des diplômés d'école d'art ou d'art appliqués. 
Parmi les métiers possibles : graphiste mais aussi en tant que designer et directeur artistique qui gère une équipe de graphistes.
L'évolution de l'informatique a contribué à la naissance de nouveaux métiers tels que les animateurs 3D. Il y a aussi les techniciens en infographie, les concepteurs-réalisateurs multimédia... et les web designers.

## Le langage visuel
Lorsque les graphistes ou designers réalisent des chartes graphiques, leur rôle est de communiquer visuellement les valeurs de la marque.
Ainsi, la communication visuelle peut s'appuyer sur des sciences humaines comme la psychologie, la sémiotique visuelle ou même la typographie.
On peut citer le symbolisme des couleurs. Par exemple, des associations de blanc et de noir connotent la simplicité et le sérieux tandis que des couleurs vives renvoient à l'univers de l'enfant, du fun.